# Domberget, Uppsala
För andra betydelser, se Domberget.

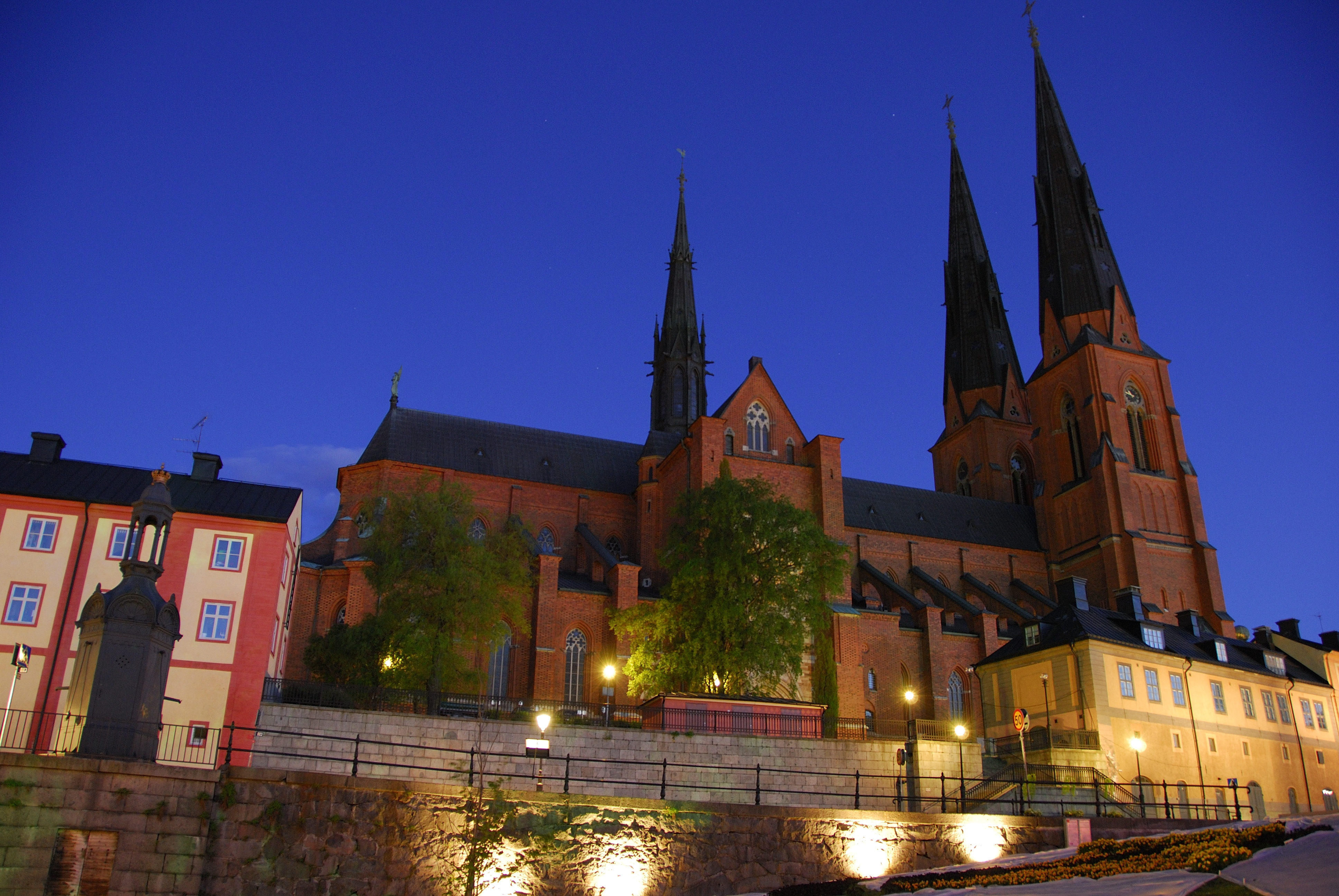
Kvällsvy mot Domberget från Sankt Eriks torg. I mitten Uppsala domkyrka, till vänster Vice pastorshuset och till höger Ecclesiasticum och Konsistoriehuset.

Domberget eller Domkyrkoberget i centrala Uppsala är den höjd i stadsdelen Fjärdingen som Uppsala domkyrka med omkringliggande byggnader står på, på Fyrisåns västra sida. Berget är geologiskt en utlöpare av Uppsalaåsen, som korsas av Fyrisån strax norr om berget. Den äldsta bebyggelsen på Domberget har medeltida ursprung och flera av stadens historiska sevärdheter ligger här.
Domkyrkokvarteret omges av gatorna Biskopsgatan, Riddartorget, Valvgatan, S:t Eriks gränd, S:t Eriks torg och Akademigatan. Framför domkyrkans västra huvudportal ligger Domkyrkoplan.
Förutom domkyrkan ligger även Domkapitelhuset, Vice pastorshuset, Domtrapphuset, Skytteanum, Gustavianum, Ekermanska huset, Konsistoriehuset och Ecclesiasticum på eller i omedelbar anslutning till Domberget. På domkyrkans södra sida finns ett monument över ärkebiskopen Jakob Ulfsson, Uppsala universitets grundare, skulpterat av Christian Eriksson. Fram till 1700-talet låg även Sankt Eriks kapell och Academia Carolina här.
I riktning söderut från domkyrkan mot Odinslund ligger Ärkebiskopsgården, Helga Trefaldighets kyrka, Villa Anna och Dekanhuset. Här står även en obelisk över Gustav II Adolf, rest under Karl XIV Johans regering 1832 till 200-årsminnet av slaget vid Lützen.